# Championnats du monde de cyclisme esport
Les championnats du monde de cyclisme esport sont des championnats créés par l'Union cycliste internationale (UCI) en 2020. Ils attribuent les titres mondiaux en cyclisme esport (appelé également cyclisme virtuel ou ecycling).

## Palmarès

### Hommes
| Année | Plate-forme  | Or               | Argent          | Bronze                |
| ----- | ------------ | ---------------- | --------------- | --------------------- |
| 2020  | Zwift        | Jason Osborne    | Anders Foldager | Nicklas Amdi Pedersen |
| 2021  | non-organisé | non-organisé     | non-organisé    |                       |
| 2022  | Zwift        | Jay Vine         | Freddy Ovett    | Jason Osborne         |
| 2023  | Zwift        | Bjørn Andreasson | Jason Osborne   | Marc Mäding           |
| 2024  | MyWoosh      | Jason Osborne    | Lionel Vujasin  | Kasper Borremans      |

### Femmes
| Année | Plate-forme  | Or                     | Argent          | Bronze         |
| ----- | ------------ | ---------------------- | --------------- | -------------- |
| 2020  | Zwift        | Ashleigh Moolman-Pasio | Sarah Gigante   | Cecilia Hansen |
| 2021  | non-organisé | non-organisé           | non-organisé    |                |
| 2022  | Zwift        | Loes Adegeest          | Cecilia Hansen  | Zoe Langham    |
| 2023  | Zwift        | Loes Adegeest          | Zoe Langham     | Jaquie Godbe   |
| 2024  | MyWoosh      | Kate McCarthy          | Gabriela Guerra | Kathrin Fuhrer |